# 전술 주기화
전술 주기화(Tactical periodization)는 전술을 우위에 두고, 체력, 기술 통합 훈련 프로그램을 짜고, 선수들을 단계별로, 체력적으로, 기술적으로 동시에 발전시키는 훈련 방법론이다. 